# Antal Dunai
Antal Dunai (Gara, 6 de março de 1941) é um ex-futebolista e treinador húngaro, bicampeão olímpico. 

## Carreira
Antal Dunai fez parte do elenco medalha de ouro, nos Jogos Olímpicos de 1964 e 1968 e medalha de prata de 1972.

## Treinador
Como treinador comandou a Seleção Húngara de Futebol nas Olimpíadas de 1996.